# 吉尔克层腹菌
吉尔克层腹菌（学名：Hymenogaster gilkeyae）是属于伞菌目层腹菌科层腹菌属的一种担子菌。该种分布于中国、美国等地。